# Duomyia hebes
Duomyia hebes är en tvåvingeart som beskrevs av Mcalpine 1973. Duomyia hebes ingår i släktet Duomyia och familjen bredmunsflugor. Inga underarter finns listade i Catalogue of Life.